# Kathy Griffin

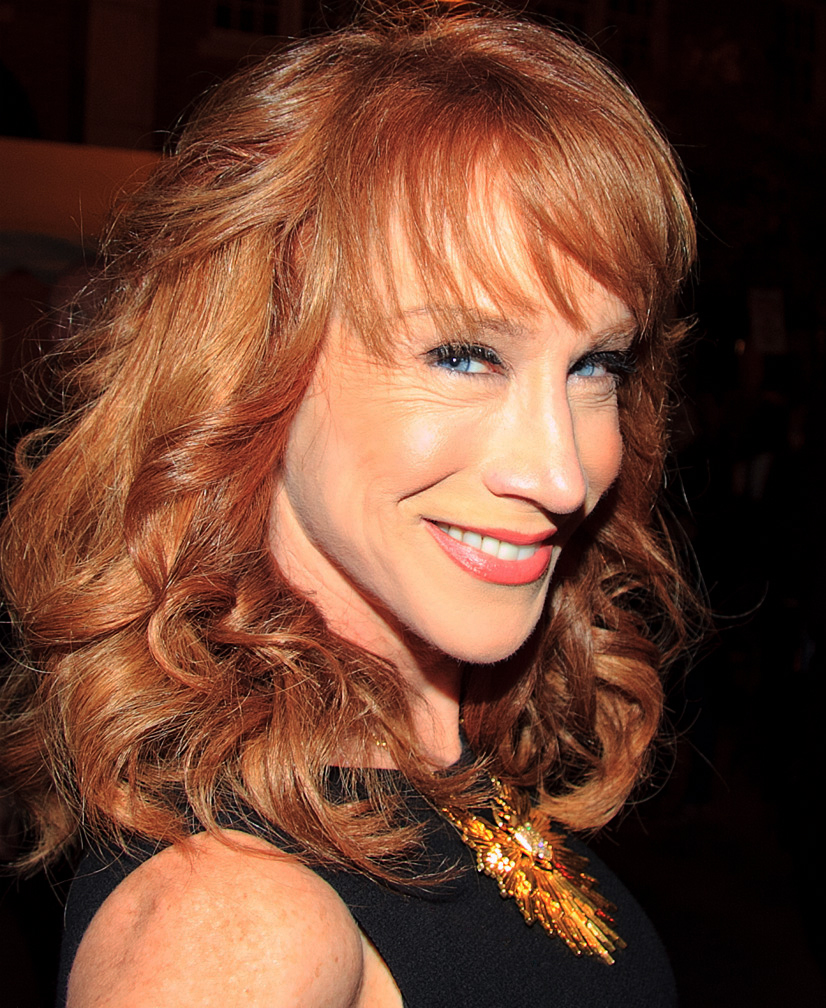
Kathy Griffin (2011)

Kathleen Mary „Kathy“ Griffin (* 4. November 1960 in Oak Park, Illinois) ist eine US-amerikanische Schauspielerin, Synchronsprecherin, TV-Producerin und Stand-up-Comedian.

## Leben

### Kindheit und Jugend
Griffin wurde als jüngstes von fünf Kindern von John Patrick Griffin (1916–2007) und dessen Frau Maggie Griffin (1920–2020) geboren. Gemeinsam mit ihren drei Brüdern und einer Schwester wuchs sie in Oak Park und dem nahegelegenen Forest Park auf. Ihren Abschluss machte sie 1978 an der Oak Park and River Forest High School.
Anschließend überzeugte sie ihre Eltern, mit ihr nach Los Angeles zu ziehen, damit sie dort im Showgeschäft Karriere machen könne.

### Karriere
In den 1980er Jahren trat Griffin der legendären Improvisations-Comedy-Truppe The Groundlings bei und hatte mit dieser ihre ersten Auftritte. Sie begann ihre Fernsehkarriere mit Gastauftritten in diversen Fernsehserien wie Der Prinz von Bel-Air, Emergency Room – Die Notaufnahme und Verrückt nach dir. Durch diese Gastauftritte wurde man auf Griffins Talent als Comedian weiter aufmerksam. So durfte sie erstmals 1996 in einem von HBO produzierten Half-Hour-Comedy-Special auftreten. Ihren Durchbruch feierte sie im selben Jahr in der Rolle der Vicky Groener an der Seite von Brooke Shields in der Fernsehserie Susan, die sie bis zum Ende der Serie im Jahr 2000 innehatte. Bereits 1998 bekam sie ihr eigenes einstündiges HBO-Special A Hot Cup of Talk. Kathy Griffin nahm an diversen Realityshows teil, so gewann sie die ABC-Produktion Celebrity Mole, moderierte die NBC-Show Average Joe und drehte zudem die MTV-Serie Kathy’s So-Called Reality. 2000 absolvierte sie einen Auftritt in der Folge 27.000.000 : 1 der Mysteryserie Akte X – Die unheimlichen Fälle des FBI, in der sie eine Doppelrolle spielte. Im April 2000 hatte Griffin einen Cameo-Auftritt in The Real Slim Shady von Eminem. 2005 feierte Griffins Reality-Show Kathy Griffin: My Life on the D-List auf dem Kabelsender Bravo Premiere.
Seit Silvester 2001 moderiert sie mit Anderson Cooper die New Year’s Eve Live Show vom Times Square in New York.
2007 und 2008 wurde sie mit einem Emmy in der Kategorie Outstanding Reality Program für die dritte und vierte Staffel ihrer Show Kathy Griffin: My Life on the D-List ausgezeichnet. Auch 2006, 2009, 2010 und 2011 war sie für diesen Preis nominiert. Zudem wurde bisher jedes ihrer ab 2008 auf CD veröffentlichten Comedy-Programme für den Grammy Award in der Kategorie bestes Comedy-Album nominiert. Für Calm Down Gurrrl bekam sie 2014 erstmals diese Auszeichnung. Das erste Album For Your Consideration machte sie zur ersten Frau an der Spitze der Comedy-Albumcharts in den Vereinigten Staaten. 2009 veröffentlichte sie zudem ihre Autobiografie Official Bookclub Selection, die es an die Spitze der Bestsellerliste der New York Times schaffte. 2010 lief die sechste und letzte Staffel ihrer Show Kathy Griffin: My Life on the D-List. Von April 2012 bis März 2013 lief in den Vereinigten Staaten auf Bravo ihre Late-Night-Show Kathy.
2017 kündigte CNN ihr, nachdem sie auf ihren sozialen Kanälen ein Foto verbreitet hatte, das sie mit einem abgetrennten Kopf zeigte, der Präsident Trump repräsentierte.

## Privates
Kathy Griffin war von Februar 2001 bis Mai 2006 mit dem Computer-Administrator Matt Moline verheiratet.
Von 2007 bis 2008 hatte Griffin eine Beziehung mit Steve Wozniak.

## Filmografie (Auswahl)
- 1991: Unborn – Kind des Satans (The Unborn)
- 1991: Clowns – Ihr Lachen bringt den Tod (Shakes the Clown)
- 1992: Medusa: Dare to Be Truthful
- 1994: Pulp Fiction
- 1994: Was ist Pat? (It’s Pat)
- 1995: Big News
- 1995: Silvester in fremden Betten (Four Rooms)
- 1995: The Barefoot Executive
- 1996: Cable Guy – Die Nervensäge (The Cable Guy)
- 1996–1998: Seinfeld
- 1996–2000: Susan (Suddenly Susan)
- 1997: Who’s the Caboose?
- 1997: No Night Stand (Trojan War)
- 1997: Ein Kerl für Courtney (Courting Courtney)
- 1999: Can’t Stop Dancing
- 1999: Dill Scallion
- 1999: Muppets aus dem All (Muppets from Space)
- 2000: Intrigen – erotisch und gefährlich (The Intern)
- 2000: Enemies of Laughter
- 2000: Ein ganz besonderes Weihnachtsfest (A Diva’s Christmas Carol)
- 2000: Akte X – Die unheimlichen Fälle des FBI (The X-Files, Fernsehserie, Folge 27.000.000:1)
- 2001: On Edge
- 2003: Beethoven auf Schatzsuche (Beethoven’s 5th)
- 2005: Lovewrecked – Liebe über Bord (Lovewrecked)
- 2005: Dirty Love
- 2005: Her Minor Thing
- 2005–2010: Kathy Griffin: My Life on the D-List
- 2010: Für immer Shrek – Hexe (Sprechrolle)
- 2010: Sammys Abenteuer – Die Suche nach der geheimen Passage (Sprechrolle)
- 2011: Law & Order: Special Victims Unit (Fernsehserie, Folge Frauensache)
- 2011: Drop Dead Diva
- 2011: Glee
- 2011: America’s Next Top Model (Gastjurorin in der 17. Staffel)
- 2012–2013: Kathy
- 2022: Cursed Friends

## Diskografie
- 2008: For Your Consideration
- 2009: Suckin’ It for the Holidays
- 2010: Kathy Griffin does the Bible Belt
- 2011: Kathy Griffin: 50 and not Pregnant
- 2012: Kathy Griffin: Seaman 1st Class
- 2013: Calm Down Gurrl